# Володимир Камінський
Володимир Володимирович Камінський (народився 23 січня 1963 року у м. Брест, Білорусь) — український підприємець, продюсер, проджект-менеджер, музикант та благодійник, засновник та учасник оркестру "Джаз у Києві". 

## Життєпис
З дитинства Володимир хотів стати музикантом, але батьки були проти. Тому в 1980 вступив до Київського політехнічного інституту на факультет електронної техніки. У 1986 році отримав червоний диплом інженера електронної техніки.
З 1986 по 1991 працював інженером, аспірантом в Київському політехнічному інституті.
У 1994 році заснував ТОВ “СІНТ” (гуртова торгівля, сервіс офісної техніки), нині є її генеральним директором.
У 2007 став співзасновником та продюсером агенції Jazz in Kiev, яка займається організацією та продюсуванням джазових фестивалів в Україні.
З 2011 до теперішнього часу — продакшн менеджер Фестивалю Leopolis Jazz Fest, виконував функції продакшн-менеджера з організації концертів світових зірок джазу: Herbie Hancock, Chick Corea, Bobby McFerrin, George Benson, Charlie Haden, Pat Metheny, Ron Carter, Spyro Gyra, Yellowjackets, Wayne Shorter, Seal, Winton Marsalis, та інших.
У 2014 році отримав нагороду Ukraine Event Award Grand Prix 2014 за створення мультимедійного шоу "Лебедине озера" для Фонтанного комплексу ROSHEN.
З 2016 до теперішнього часу — учасник музичного бенду Олексія Когана Jazz in Kyiv Band.
З 2017 до теперішнього часу — менеджер та продюсер вокального проєкту LAURA MARTI Jazz & World Music.
У 2020 році член експертної ради Українського культурного фонду в секторі “Аудіальне мистецтво”.

## Досягнення
Організація 6 міжнародних фестивалів Jazz In Kiev.
Участь у керівництві та організації 10 міжнародних фестивалів Leopolis Jazz Fest (Alfa Jazz Fest).
Генеральний продюсер трьох мультимедійних шоу для фонтану ROSHEN.
Продюсер 7 авторських альбомів Laura Marti.
Продюсер концертного 3D шоу у Театрі на Подолі “Laura Marti — Shine”.

## Благодійність
У 2015 році брав участь в VIII Міжнародному фестивалі Art Jazz Cooperation у Луцьку, під час якого збирали кошти для пораненого під Іловайськом бійця — Олексія Омельчука.
З 2023 року Володимир Камінський — засновник та директор Благодійного Фонду “БРАВО 3” (Charity Foundation “BRAVO 3”).